# Eternal Tapestry
Eternal Tapestry (с англ. — «Вечный гобелен») — психоделическая и спейс-рок-группа из Портленда, штат Орегон. Она была основана в 2005 году братьями Джедом (ударные) и Ником (гитара, вокал) Биндеманами и гитаристом Дьюи Махудом, опираясь на звучание краут-рока, импровизационной музыки и психоделического рока. Группа выпустила большое количество независимых альбомов и несколько полноформатных релизов на лейбле Thrill Jockey. С 2015 года группа бездействует.

## Дискография
Студийные альбомы
- Eternal Tapestry (2006)
- Seas of Silk (2007)
- The Declining Star (2007)
- Vibrations New Dawn (2007)
- Altar of Grass (2007)
- Mystic Induction (2007)
- Solar Commune (2007)
- Sun Arise (2008)
- Palace of the Night Skies (2009)
- The Invisible Landscape (2009)
- Live at The Artistery May 2nd 2009 (2009)
- Spring Tour 2009 (2009)
- The Hidden Revealed (2009)
- The Net: The Unabomber, LSD, and the Internet (2010)
- Beyond the 4th Door (2011)
- Night Gallery (2011, with Sun Araw)
- Brainwave Entertainment (2011)
- Solar Commune (2011)
- Dawn in 2 Dimensions (2012)
- A World Out of Time (2012)
- Prometheus Rising (2012)
- Mondo Lava and Eternal Tapestry (2012)
- 2013 Tour CD-R (2013)
- Eternal Tapestry (2013)
- Guru Overload (2014)
- Lolo Pass Drifters (2015)
- Wild Strawberries (2015)
- Sleeping on a Dandelion (2016)